# Marcel Tarrès

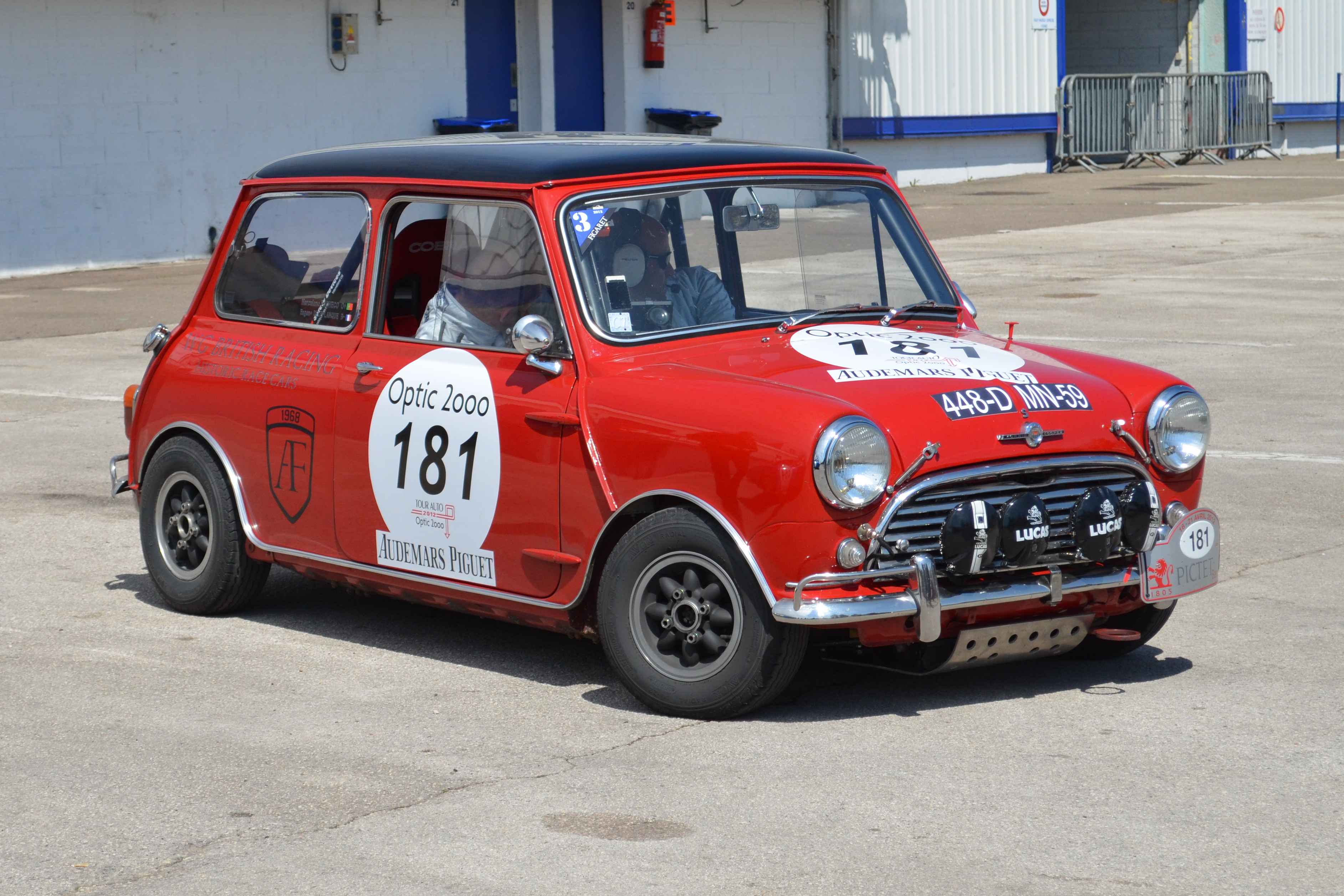
Ein Mini Cooper S war Marcel Tarrès erster Rennwagen

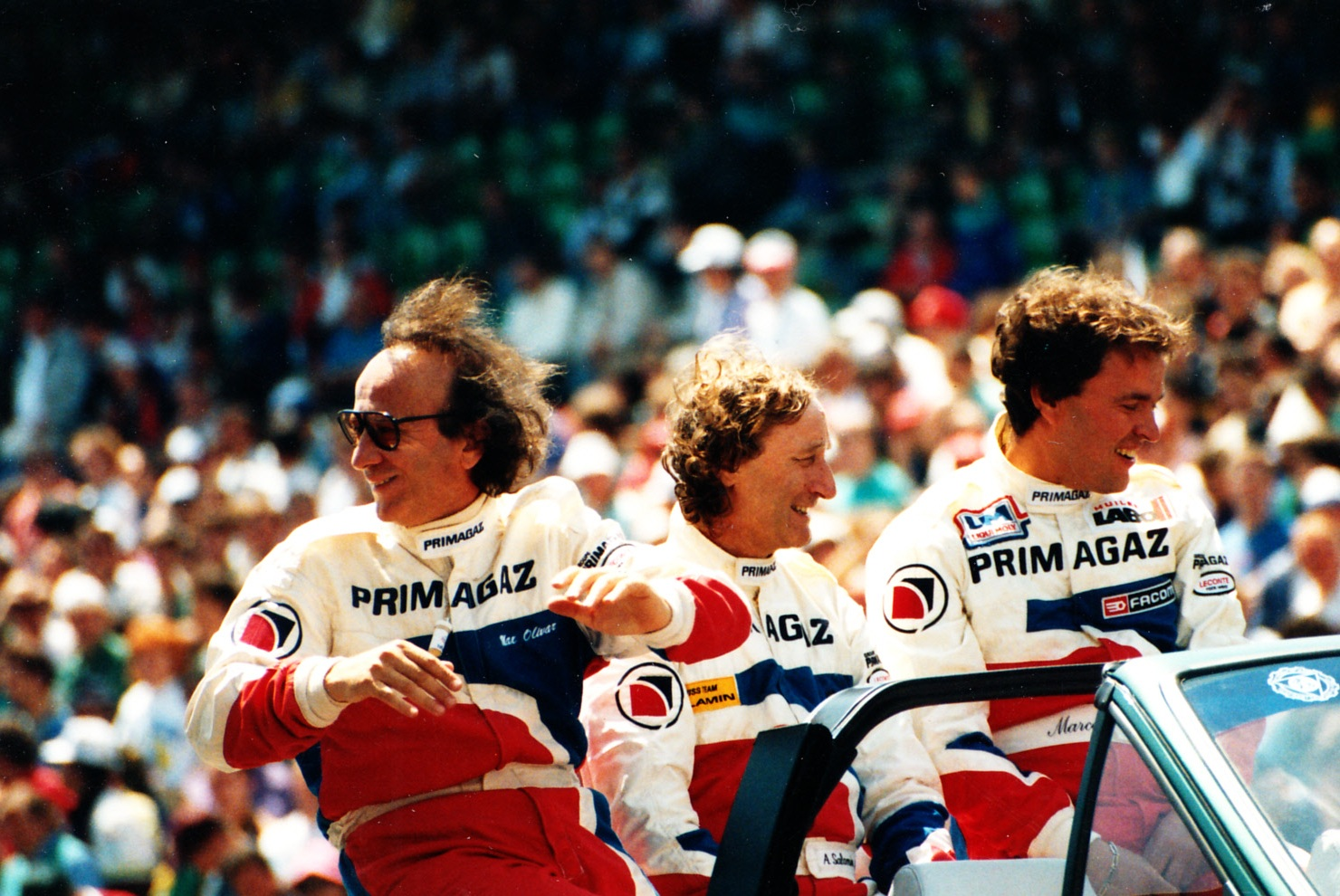
Max Cohen-Olivar, Antoine Salamin und Marcel Tarrès (von links nach rechts) 1991 in Le Mans

Marcel Tarrès-Sala (* 21. Juni 1951 in Saint-Gaudens) ist ein ehemaliger französischer Autorennfahrer.

## Karriere als Rennfahrer
Marcel Tarrès kam im Süden Frankreichs, im Département Haute-Garonne, zur Welt. Nach der Schulzeit arbeitete für eine Zellstoffproduktionsgesellschaft und zog Anfang der 1970er-Jahre nach Belgien, wo das Unternehmen eine Filiale hatte. Erste Rennen bestritt er auf einem Mini Cooper S, den er 1976 durch einen Formel-3-Alpine ersetzte. 1977 und 1978 siegte er mit dem Wagen in der belgischen Bergmeisterschaft. Als Tarrès 1979 nach Frankreich zurückkehrte um den Automobilsport professionell zu betreiben, hatte er eine belgische Fahrerlizenz, was ihm in der Fachpresse die Bezeichnung „Der Belgier“ einbrachte.
Marcel Tarrès ist der erfolgreichste Bergrennfahrer in der französischen Motorsportgeschichte. Zwischen 1982 und 1993 gewann er zehnmal die Gesamtwertung der Französischen Bergmeisterschaft. In diesen Jahren dominierte er auf Monoposto-Fahrzeugen von Martini diese Meisterschaft. Nur 1987 musste er Daniel Boccard in der Endwertung des Championats den Vortritt lassen. Bei vielen Rennen in Frankreich ist er der Rekordhalter an Rennerfolgen. Trotz dreißig Rennsiegen in der Sportwagen-Klasse der Europa-Bergmeisterschaft konnte er dort nie die Gesamtwertung der Meisterschaft gewinnen und musste sich regelmäßig Mauro Nesti geschlagen geben.
In den frühen 1980er-Jahren absolvierte Tarrès einige Rennen in der Formel 2. In der Formel-2-Europameisterschaft 1984 ging er mit einem Martini beim Grand Prix de Pau ins Rennen, konnte sich aber nicht klassieren. Auch im Sportwagensport war Tarrès aktiv und erfolgreich. Dreimal, 1991, 1993 und 1994, wurde er französischer Sportwagenmeister und gewann 1999 gemeinsam mit Jean-François Hemroulle und Tim Verbergt auf einem Audi A4 das 24-Stunden-Rennen von Zolder. Zweimal, 1979 und 1991, fuhr er das 24-Stunden-Rennen von Le Mans. Klassieren konnte er sich bei beiden Einsätzen nicht.

## Statistik

### Le-Mans-Ergebnisse
| Jahr | Team                        | Fahrzeug     | Teamkollege      | Teamkollege        | Platzierung | Ausfallgrund    |
| ---- | --------------------------- | ------------ | ---------------- | ------------------ | ----------- | --------------- |
| 1979 | Chevalley Racing Switzerlan | Chevron B36  | Alain Dechelette | Charles Dechelette | Ausfall     | Unfall          |
| 1991 | Team Salamin Primagaz       | Porsche 962C | Max Cohen-Olivar | Antoine Salamin    | Ausfall     | Motor überhitzt |

### Einzelergebnisse in der Sportwagen-Weltmeisterschaft
| Saison | Team             | Rennwagen   | 1   | 2   | 3   | 4   | 5   | 6   | 7   | 8   | 9   | 10  | 11  | 12  | 13  | 14  | 15  | 16  | 17  |
| ------ | ---------------- | ----------- | --- | --- | --- | --- | --- | --- | --- | --- | --- | --- | --- | --- | --- | --- | --- | --- | --- |
| 1979   | Chevalley Racing | Chevron B36 | DAY | SEB | MUG | TAL | DIJ | RIV | SIL | NÜR | LEM | PER | DAY | WAT | SPA | BRH | ROA | VAL | ELS |
| 1979   | Chevalley Racing | Chevron B36 |     |     |     |     |     | DNF |     |     |     |     |     |     |     |     |     |     |     |
| 1991   | Team Salamin     | Porsche 962 | SUZ | MON | SIL | LEM | NÜR | MAG | MEX | AUT |     |     |     |     |     |     |     |     |     |
| 1991   | Team Salamin     | Porsche 962 | DNF |     |     |     |     |     |     |     |     |     |     |     |     |     |     |     |     |